# Alsen (Dakota del Nord)
Alsen és una població dels Estats Units a l'estat de Dakota del Nord. Segons el cens del 2000 tenia 68 habitants.

## Demografia
Segons el cens del 2000, Alsen tenia 68 habitants, 25 habitatges, i 19 famílies. La densitat de població era de 0,9 hab./km².
Dels 25 habitatges en un 32% hi vivien nens de menys de 18 anys, en un 64% hi vivien parelles casades, en un 8% dones solteres, i en un 24% no eren unitats familiars. En el 20% dels habitatges hi vivien persones soles el 12% de les quals corresponia a persones de 65 anys o més que vivien soles. El nombre mitjà de persones vivint en cada habitatge era de 2,72 i el nombre mitjà de persones que vivien en cada família era de 3,21.
Per edats la població es repartia de la següent manera: un 32,4% tenia menys de 18 anys, un 2,9% entre 18 i 24, un 27,9% entre 25 i 44, un 23,5% de 45 a 60 i un 13,2% 65 anys o més.
L'edat mediana era de 41 anys. Per cada 100 dones de 18 o més anys hi havia 100 homes.
La renda mediana per habitatge era de 57.500 $ i la renda mediana per família de 65.000 $. Els homes tenien una renda mediana de 51.250 $ mentre que les dones 41.250 $. La renda per capita de la població era de 12.982 $. Entorn del 22,7% de les famílies i el 44,2% de la població estaven per davall del llindar de pobresa.

## Poblacions més properes
El següent diagrama mostra les poblacions més properes.